# Роберт Просинечки
Роберт Просинечки (хорв. Robert Prosinečki, серб. Роберт Просинечки, нар. 12 січня 1969, Філлінген-Швеннінген) — югославський та хорватський футболіст, який грав на позиції півзахисника. Після завершення ігрової кар'єри — футбольний тренер. З 2014 року по жовтень 2017 очолював тренерський штаб національної збірної Азербайджану, згодом Боснії і Герцеговини, а наразі є головним тренером збірної Чорногорії. 
Як гравець насамперед відомий виступами за «Динамо» (Загреб) і «Црвену Звезду», «Реал Мадрид» і «Барселону», а також збірні Югославії та Хорватії.

## Клубна кар'єра
Народився в родині хорвата та сербки в західнонімецькому місті Філлінген-Швеннінгені, де родина перебувала на заробітках. У ранньому віці разом з родиною повернувся до Югославії.
У дорослому футболі дебютував у 1986 році виступами за «Динамо» (Загреб), проте головний тренер команди Мирослав Блажевич не бачив гравця в основній команді й випускав дуже рідко. Тому вже наступного року батько забрав футболіста й незабаром гравця взяли до столичної «Црвени Звезди», за яку він відіграв наступні чотири сезони своєї ігрової кар'єри. Більшість часу, проведеного у складі «Црвени Звезди», був основним гравцем команди. За цей час тричі виборював титул чемпіона Югославії, ставав володарем Кубка чемпіонів УЄФА та Кубка Югославії.
Після великих успіхів з «Црвеною Звездою» перейшов в один з найкращих тогочасних клубів — іспанський «Реал Мадрид», де, як і в збірній, півзахисник грав на позиції плеймейкера. Володів хорошим пасом, чудово бачив поле і читав гру на кілька ходів вперед. Маючи відмінну техніку, Роберт часто виконував штрафні удари з близької відстані. Проте три роки в столиці Іспанії не стали дуже успішними для нього. І хоча виграв Кубок і Суперкубок Іспанії, він не завжди потрапляв до стартового складу королівського клубу.
Тому влітку 1994 року «Блондин з Хорватії» покинув «Сантьяго Бернабеу» та перейшов у «Реал Ов'єдо». Через рік з Андалусії він переїхав у Каталонію — 1996 року Просинечки підписав контракт з «Барселоною». Так хорват став п'ятим в історії не іспанцем, який грав за обох непримиренних суперників — «Реал» і «Барселону». Проте заграти в каталонському клубі, а потім і в «Севільї» гравцю не дозволила низка важких травм, через які футболіст повернувся до Хорватії, де, граючи за місцеві клуби, набирав форму. Протягом цих років додав до переліку своїх трофеїв три титули чемпіона Хорватії та один Кубок.
На початку 2001 року півзахисник підписав контракт з бельгійським «Стандардом», а вже влітку його у своїх рядах бажало бачити керівництво «Портсмута». Провівши сезон в АПЛ, Просинечки вирішив пограти в словенській «Олімпії», а потім повернувся до Хорватії, де, провівши один сезон за «Загреб», оголосив про завершення кар'єри.
Всього на клубному рівні Роберт Просинечки провів рівно 400 офіційних матчів, в яких забив 82 голи.

## Виступи за збірні
1987 року Просинечки у складі збірної Югославії (U-20) виграв молодіжний чемпіонат світу в Чилі, зігравши в усіх шести матчах і забивши один гол, а також був названий найкращим гравцем турніру.
1989 року дебютував в офіційних матчах у складі національної збірної Югославії.
У складі збірної — учасник чемпіонаті світу 1990 року. На цьому турнірі Роберт Просинечки зіграв 3 матчі і забив 1 гол у ворота збірної ОАЕ.
Коли СФР Югославія розпалася, Просинечки мав вибір виступи за «нові» країни: СР Югославію та Хорватію. Просинечки мав усі підстави грати за збірну Югославії, тим більше, що він сам вважав себе сербом. Він вибрав, проте, виступ за збірну країни, яка була батьківщиною його батька. Футболіст через цей вибір в майбутньому зміг увійти в історію, як один з небагатьох гравців, що брали участь у Чемпіонаті світу за дві різні збірні.
У хорватській збірній Просинечки знову вступив в контакт з людиною, яка 1987 року могла знищити його футбольну кар'єру. Мирослав Блажевич став тренером збірної Хорватії 1994 року. Проте, цього разу співробітництво тривало гармонійно. Блажевич не став закривати дорогу в збірну Просинечки, оскільки розумів, що не пускати такого гравця в команду, значить зібрати на себе достатньо великий шквал критики і в разі провалу тренера могли б запросто засудити за те, що він не викликав Роберта в національну команду.
Блажевич отримав з свого рішення дивіденди вже достатньо скоро. 1996 року збірна Хорватії з Робертом у складі дійшла до чвертьфіналу чемпіонату Європи 1996 року в Англії, де програла майбутнім чемпіонам — збірній Німеччини.
Через два роки хорвати домоглися ще більш серйозного успіху — стали бронзовими призерами на чемпіонаті світу 1998 року у Франції, обігравши в матчі за третє місце збірну Нідерландів з рахунком 2:1, в якому Роберт забив перший м'яч.
Останнім міжнародним турніром за збірну для Роберта став чемпіонату світу 2002 року в Японії і Південній Кореї, в якому Просинечки зіграв один матч, 45 хвилин проти збірної Мексики.
Незабаром після закінчення мундіалю Просинечки завершив виступи за збірну. Всього Роберт провів за національні збірні 64 матчі, забивши 14 голів. З них за збірну Югославії Роберт зіграв 15 матчів, забивши 4 голи, а за Хорватію — 49 матчів і 10 голів.

## Кар'єра тренера
Розпочав тренерську кар'єру, повернувшись до футболу після невеликої перерви, 2006 року, увійшовши до тренерського штабу збірної Хорватії, де і працював чотири роки під керівництвом Славена Билича.
З грудня 2010 до серпня 2012 року очолював команду клубу «Црвена Звезда», ставши в обох сезонах срібним призером чемпіонату Сербії.
15 жовтня 2012 року очолив тренерський штаб турецького «Кайсеріспора», змінивши на посаді Шота Арвеладзе. Сезон 2012/13 очолювана ним команда фінішувала на високому 5-му місці у Суперлізі. Наступного сезону результати команди погіршилися — у стартових 11 турах першості було здобуто лише одну перемогу, після чого у листопаді 2013 Просинечки подав у відставку, яку не було прийнято. Проте за півтора місяця результати не покращилися, команда продовжувала йти на передостанньому місці у лізі та вибула з розіграшу Кубка після поразки від друголігового «Токатспора». Тож наступне прохання Просинечки про відставку наприкінці грудня 2013 було керівництвом турецького клубу задоволено.
У грудні 2014 року був названий наступником німецького спеціаліста Берті Фогтса на посаді головного тренера національної збірної Азербайджану, Уклав з національною футбольною асоціацією дворічний контракт.

## Статистика

### Клубна
| Клуб       | Клуб                  | Клуб            | Чемпіонат | Чемпіонат | Кубок | Кубок | Кубок ліги | Кубок ліги | Єврокубок | Єврокубок | Всього | Всього |
| Сезон      | Клуб                  | Ліга            | Ігор      | Голів     | Ігор  | Голів | Ігор       | Голів      | Ігор      | Голів     | Ігор   | Голів  |
| ---------- | --------------------- | --------------- | --------- | --------- | ----- | ----- | ---------- | ---------- | --------- | --------- | ------ | ------ |
| 1986–87    | «Динамо» (Загреб)     | Перша ліга      | 2         | 1         |       |       |            |            |           |           |        |        |
| 1987–88    | «Црвена Звезда»       | Перша ліга      | 23        | 4         |       |       |            |            | 4         | 0         |        |        |
| 1988–89    | «Црвена Звезда»       | Перша ліга      | 33        | 4         |       |       |            |            | 2         | 0         |        |        |
| 1989–90    | «Црвена Звезда»       | Перша ліга      | 32        | 5         |       |       |            |            | 6         | 1         |        |        |
| 1990–91    | «Црвена Звезда»       | Перша ліга      | 29        | 12        |       |       |            |            | 9         | 4         |        |        |
| 1991–92    | «Реал Мадрид»         | Ла Ліга         | 3         | 1         | 0     | 0     | -          | -          | 2         | 1         | 5      | 2      |
| 1992–93    | «Реал Мадрид»         | Ла Ліга         | 29        | 3         | 2     | 1     | -          | -          | 5         | 0         | 36     | 4      |
| 1993–94    | «Реал Мадрид»         | Ла Ліга         | 23        | 6         | 4     | 0     | -          | -          | 5         | 0         | 32     | 6      |
| 1994–95    | «Реал Ов'єдо»         | Ла Ліга         | 30        | 5         | 2     | 0     | -          | -          | -         | -         | 32     | 5      |
| 1995–96    | «Барселона»           | Ла Ліга         | 19        | 2         |       |       |            |            |           |           |        |        |
| 1996–97    | «Севілья»             | Ла Ліга         | 20        | 4         |       |       |            |            |           |           |        |        |
| 1997–98    | «Кроація»             | Перша ліга      | 16        | 5         |       |       |            |            |           |           |        |        |
| 1998–99    | «Кроація»             | Перша ліга      | 15        | 4         |       |       |            |            |           |           |        |        |
| 1999–00    | «Кроація»             | Перша ліга      | 19        | 5         |       |       |            |            |           |           |        |        |
| 2000–01    | «Хрватскі Драговоляц» | Перша ліга      | 4         | 1         |       |       |            |            |           |           |        |        |
| 2000–01    | «Стандард» (Льєж)     | Перший Дивізіон | 21        | 4         |       |       |            |            |           |           |        |        |
| 2001–02    | «Портсмут»            | Перша ліга      | 33        | 9         |       |       |            |            |           |           |        |        |
| 2002–03    | «Олімпія» (Любляна)   | Перша ліга      | 23        | 3         |       |       |            |            |           |           |        |        |
| 2003–04    | «Загреб»              | Перша ліга      | 26        | 5         |       |       |            |            |           |           |        |        |
| Всього     | Югославія             | Югославія       | 119       | 25        |       |       |            |            |           |           |        |        |
| Всього     | Іспанія               | Іспанія         | 124       | 21        |       |       |            |            |           |           |        |        |
| Всього     | Хорватія              | Хорватія        | 80        | 20        |       |       |            |            |           |           |        |        |
| Всього     | Бельгія               | Бельгія         | 20        | 4         |       |       |            |            |           |           |        |        |
| Всього     | Англія                | Англія          | 33        | 9         |       |       |            |            |           |           |        |        |
| Всього     | Словенія              | Словенія        | 23        | 3         |       |       |            |            |           |           |        |        |
| За кар'єру | За кар'єру            | За кар'єру      | 400       | 82        |       |       |            |            |           |           |        |        |

### Збірна
| Збірна Югославії | Збірна Югославії | Збірна Югославії |
| Роки             | Ігри             | Голи             |
| ---------------- | ---------------- | ---------------- |
| 1989             | 5                | 1                |
| 1990             | 7                | 2                |
| 1991             | 3                | 1                |
| Загалом          | 15               | 4                |

| Збірна Ховартії | Збірна Ховартії | Збірна Ховартії |
| Роки            | Ігри            | Голи            |
| --------------- | --------------- | --------------- |
| 1994            | 5               | 1               |
| 1995            | 5               | 2               |
| 1996            | 9               | 0               |
| 1997            | 7               | 1               |
| 1998            | 8               | 4               |
| 1999            | 0               | 0               |
| 2000            | 2               | 0               |
| 2001            | 8               | 2               |
| 2002            | 5               | 0               |
| Загалом         | 49              | 10              |

## Титули і досягнення
- Чемпіон Югославії (3):

«Црвена Звезда»: 1987-88, 1989-90, 1990-91
- Володар Кубка Югославії (1):

«Црвена Звезда»: 1989-90
- Володар Кубка Іспанії з футболу (1):

«Реал Мадрид»: 1992-93
- Володар Суперкубка Іспанії з футболу (1):

«Реал Мадрид»: 1993
- Чемпіон Хорватії (3):

«Кроація»: 1997-98, 1998-99, 1999-00
- Володар Кубка Хорватії (1):

«Кроація»: 1997-98
- Володар Кубка Словенії (1):

«Олімпія» (Любляна): 2002-03
- Переможець Ліги чемпіонів УЄФА (1):

«Црвена Звезда»: 1990-91
- Чемпіон світу (U-20): 1987
- Бронзовий призер чемпіонату світу: 1998

### Особисті
- Найкращий гравець молодіжного чемпіонату світу: 1987
- Найкращий молодий гравець чемпіонату світу: 1990
- Футболіст року в Югославії: 1990
- Володар трофею Браво: 1991
- Футболіст року в Хорватії: 1990, 1997[6]